# The Classic Crime
The Classic Crime também conhecido como TCC, é uma banda da cidade de Seattle, Washington.

## Início
Seu primeiro álbum, chamado Albatross, foi lançado em 23 de maio de 2006. Este álbum é o recordista em vendas de álbuns de estreia da gravadora Tooth & Nail Records, tendo vendido cerca de 4 mil cópias em sua semana de lançamento. Antes dele, foi lançado o EP We All Look Elsewhere, em 2004. Eles têm outro EP, lançado em 2007, chamado Acoustic Seattle Sessions.
Em 22 de julho de 2008, eles lançaram seu segundo álbum, The Silver Cord. Em abril de 2010 eles lançaram o álbum Vagabonds.
Em Julho de 2011, foi confirmado que o The Classic Crime estaria escrevendo para um próximo álbum, que visa ter seu estilo baseado em uma fusão do Jazz, New Age e POP.

## Controvérsia sobre o rótulo de banda cristã
Pelo fato de terem assinado com a Tooth & Nail Records, uma gravadora cristã, aparecerem em festivais de rock cristão, e participar de prêmios da música cristã é frequentemente dito que TCC é uma banda cristã. No entanto, os integrantes da banda dizem que não gostam do rótulo de banda cristã, mesmo porque nem todos os membros pertencem a alguma instituição religiosa cristã, como na declaração do guitarrista Justin DuQue: "3 dos 5 membros da banda são cristãos. Nós ouvimos muito essa comparação por estarmos filiados a uma gravadora cristã (Tooth & Nail) mas não, não somos uma banda cristã,no sentido geralmente usado. Ainda assim, nossas letras são muito positivas e animadoras". O vocalista Matt McDonald também comentou: "Acreditamos que a fé é uma questão pessoal, e como nem todos em nossa banda são cristãos, nós respeitamos isso". Entretanto, eles refletem muitos valores cristãos em suas músicas, como nas músicas The Happy Nihilist e Broken Mess do álbum Vagabonds de 2010.

## Membros
- Matt MacDonald - vocal, guitarra
- Alan Clark - baixo
- Robbie "Cheese" Negrin - guitarra
- Paul "Skip" Erickson - bateria

## Discografia

### Álbuns
- Albatross - 2006
- The Silver Cord - 2008
- Vagabonds - 2010
- Phoenix - 2012 - Lançamento 14 de agosto de 2012

### EPs
- We All Look Elsewhere - 2004
- Acoustic Seatle Seassions - 2007